# Ernesto Murillo
Ernesto Murillo (Murchante, Navarra, 1952) es un pintor y dibujante de cómics español que firma las historietas con su propio nombre o con su seudónimo Simónides.

## Biografía y obra
A finales de los setenta comienza a publicar sus primeras historietas en la revista Star y en el fanzine El Huerto. A partir de ahí ha colaborado en diferentes revistas como Euskadi Sioux, Makoki, El Víbora, Harakiri, Habeko Mik, TMEO, del que fue uno de los fundadores, y Ardi Beltza, entre otras publicaciones.
También ha dibujado para los periódicos Egin, Navarra Hoy y el suplemento “Zazpika” del diario Gara. 
Simónides ha participado en diferentes exposiciones colectivas: Euskal komikiaren erakusketa, Muestra del cómic vasco (Vitoria, 1983) y Panorama del cómic en Euskadi. Gernikako III. Komiki ihardunaldiak (Guernica, 1989).
Además de historietista Ernesto Murillo se dedica a la Pintura habiendo expuesto en multitud de exposiciones individuales y colectivas.
El estilo de dibujo de Simónides es de trazo sencillo, consiguiendo figuras de gran expresividad y anteponiendo la narración ante cualquier resultado estético. Simónides es, sobre todo, un narrador crítico de la realidad social.